# غازانيا جميلة
غازانيا جميلة (الاسم العلمي: Gazania speciosa) هي نوع نباتي يتبع جنس الغازانيا من الفصيلة النجمية.  